# Jeórjiosz Athanasziádisz (labdarúgó, 1993)
Jeórjiosz Athanasziádisz (görögül: Γεώργιος Αθανασιάδης; Szaloniki, 1993. április 7. –) görög válogatott labdarúgó, a Árisz Theszaloníkisz játékosa.

## Pályafutása

### Klubcsapatokban
2012 és 2016 között a görög első osztályú Panthrakikósz játékosa volt, ahol négy szezon alatt összesen 59 mérkőzésen védhetett az élvonalban.

#### Asztérasz Trípolisz
2016. június 29-én hároméves szerződést kötött a görög élvonalban szereplő Asztérasz Trípolisz együttesével. Itt viszonylag kevesebb szerep jutott neki, három szezon alatt 41 bajnokin állhatott a csapat kapujában. A 2018–19-es szezonban bemutatkozott a nemzetközi kupaporondon az Európa-ligában, a skót Hibernian ellen az odavágón és a visszavágón is végig ő állt a kapuban.

#### AÉK
2019. június 13-én 2023 nyaráig szóló szerződést írt alá az athéni AÉK csapatával.  2020. november 26-án először szerepelt valamelyik nemzetközi kupasorozat csoportkörében, ahol a tíz emberrel játszó athéniak 3–0-s vereséget szenvedtek az ukrán Zorja Luhanszk ellen az Európa-ligában. A 2020–21-еs idényben többnyire Panajiótisz Cindótasszal osztozott a kapusposzton, a csapat pedig Konferencia Liga selejtezőt érő helyen végzett a bajnokságban. A 2021–22-es idényt kölcsönben a moldáv Sheriff Tiraspolnál töltötte. A 2022–23-as idény során nagyrészt első számú kapusként számítottak rá, a szezon végén görög bajnoki címet ünnepelhetett a csapattal, emellett pedig kupagyőztes is lett. A 2023–24-es szezonban a második számú kapus szerep jutott neki, hiszen az osztrák Cican Stankovic kiszorította a kezdőből.

##### Sheriff Tiraspol (kölcsönben)
2021. június 18-án a moldáv első osztályú Sheriff Tiraspol csapatához került kölcsönben. A görög kapus remek teljesítményt nyújtott a Bajnokok Ligája selejtezőiben, nyolc meccsből hatot hozott le kapott gól nélkül. A Dinamo Zagreb elleni idegenbeli mérkőzésen a mérkőzés legjobbjának választották, hiszen hat fontos védést is bemutatott. Nagy szerepet játszott abban, hogy a moldáv csapat története során először jutott be a Bajnokok Ligája csoportkörébe. 2021. szeptember 28-án nagyszerű teljesítményt nyújtott a Real Madrid elleni Bajnokok Ligája-csoportmérkőzésen, tíz védésével hozzájárult ahhoz, hogy a Sheriff minden idők egyik legnagyobb meglepetését okozva 2–1-re legyőzte a sorozat rekordbajnokának számító spanyol együttest. Teljesítménye miatt ismét a mérkőzés legjobbjának választották. 2021. december 24-én remek teljesítménye miatt az év legjobb kapusának választották Moldovában. A 2021–2022-es BL-idényben huszonkilenc hárításával ő hajtotta végre a legtöbb védést a csoportkör küzdelmei során. A szezon végén bajnoki címet és kupagyőzelmet ünnepelhetett a moldáv csapattal.

#### AÉK Lárnakasz
2024. augusztus 23-án aláírt a ciprusi AÉK Lárnakasz együtteséhez. Első bajnoki mérkőzését szeptember 1-én játszotta a Páfosz FC ellen, ahol 2–0-s vereséget szenvedtek. 2025. május 24-én elhódította csapatával a ciprusi labdarúgókupát, bár ő maga a kispadról nézte végigi a Páfosz elleni döntőt. A 2024–2025-ös szezon során összesen 32 bajnoki mérkőzésen védett.

### A válogatottban
Remek teljesítményének köszönhetően 2022-ben behívták a Koszovó, Észak-Írország és Ciprus elleni UEFA Nemzetek Ligája mérkőzésekre készülő görög keretbe. Két évvel később, 2024. június 7-én mutatkozhatott be a válogatottban egy Németország elleni barátságos mérkőzésen.

## Sikerei, díjai

### Klubcsapatokban
Sheriff Tiraspol
- Moldáv bajnok (1×): 2021–22
- Moldáv kupagyőztes (1×): 2021–22

 AÉK
- Görög bajnok (1×): 2022–23
- Görög kupagyőztes (1×): 2022–23

 AÉK Lárnakasz
- Ciprusi kupagyőztes (1×): 2024–25

### Egyéni
- Az év kapusa Moldovában (1×): 2021